# Kongo-Kinshasa i olympiska sommarspelen 2008
Kongo-Kinshasa i olympiska sommarspelen 2008 bestod av 5 idrottare som blivit uttagna av Kongo-Kinshasas olympiska kommitté.

## Boxning
- Huvudartikel: Boxning vid olympiska sommarspelen 2008

| Tävlande            | Viktklass | Sextondelsfinal      | Åttondelsfinal       | Kvartsfinal          | Semifinal            | Final                |                  |
| Tävlande            | Viktklass | Motståndare Resultat | Motståndare Resultat | Motståndare Resultat | Motståndare Resultat | Motståndare Resultat |                  |
| ------------------- | --------- | -------------------- | -------------------- | -------------------- | -------------------- | -------------------- | ---------------- |
| Herry Saliku Biembe | Medelvikt | Gazis (GRE) L 2-7    | Gick inte vidare     | Gick inte vidare     | Gick inte vidare     | Gick inte vidare     | Gick inte vidare |

## Friidrott
- Huvudartikel: Friidrott vid olympiska sommarspelen 2008

Förkortningar
- Noteringar – Placeringarna avser endast löparens eget heat
- Q = Kvalificerad till nästa omgång
- q = Kvalificerade sig till nästa omgång som den snabbaste idrottaren eller, i fältgrenarna, via placering utan att uppnå kvalgränsen.
- NR = Nationellt rekord
- N/A = Omgången ingick inte i grenen
- Bye = Idrottaren behövde inte delta i denna omgång

Herrar
Bana och landsväg
| Idrottare   | Gren  | Heat     | Heat      | Semifinal | Semifinal | Final            | Final            |
| Idrottare   | Gren  | Resultat | Placering | Resultat  | Placering | Resultat         | Placering        |
| ----------- | ----- | -------- | --------- | --------- | --------- | ---------------- | ---------------- |
| Gary Kikaya | 400 m | 44.89    | 4 q       | 44.94     | 5         | Gick inte vidare | Gick inte vidare |

Damer
Bana & landsväg
| Idrottare     | Gren  | Heat     | Heat      | Kvartsfinal      | Kvartsfinal      | Semifinal        | Semifinal        | Final            | Final            |
| Idrottare     | Gren  | Resultat | Placering | Resultat         | Placering        | Resultat         | Placering        | Resultat         | Placering        |
| ------------- | ----- | -------- | --------- | ---------------- | ---------------- | ---------------- | ---------------- | ---------------- | ---------------- |
| Franka Magali | 100 m | 12.57    | 8         | Gick inte vidare | Gick inte vidare | Gick inte vidare | Gick inte vidare | Gick inte vidare | Gick inte vidare |

## Judo
Herrar
| Idrottare    | Gren              | Inledande omgång         | Sextondelsfinal      | Åttondelsfinal       | Kvartsfinal          | Semifinal                 | Återkval 1           | Återkval 2           | Återkval 3           | Final / BM           | Final / BM |
| Idrottare    | Gren              | Motståndare Resultat     | Motståndare Resultat | Motståndare Resultat | Motståndare Resultat | Motståndare Resultat      | Motståndare Resultat | Motståndare Resultat | Motståndare Resultat | Motståndare Resultat | Placering  |
| ------------ | ----------------- | ------------------------ | -------------------- | -------------------- | -------------------- | ------------------------- | -------------------- | -------------------- | -------------------- | -------------------- | ---------- |
| Eric Kibanza | Lättvikt (-73 kg) | Boqiev (TJK) L 0000–0210 | Gick inte vidare     | Gick inte vidare     | Gick inte vidare     | Bilodid (UKR) L 0001–0011 | Gick inte vidare     | Gick inte vidare     | Gick inte vidare     | Gick inte vidare     |            |

## Simning
- Huvudartikel: Simning vid olympiska sommarspelen 2008